# Линейни крайцери тип „Конго“
Конго (на японски: 金剛型戦艦) са серия от четири линейни крайцера на Императорските ВМС на Япония. Всичко от проекта са построени 4 единици: „Конго“ (на японски: 金剛), „Хией“ (на японски: 比叡), „Киришима“ (на японски: 霧島) и „Харуна“ (на японски: 榛名).

## История на създаването
Към проектирането на първите линейни крайцери в Япония пристъпват през 1908 г. Всички работи се водят със силите на Морския технически департамент, а за ориентир на разработчиците служат официално обявените характеристики на първия британски линеен крайцер „Инвинсибъл“ (Invincible). В съответствие с това кораба трябва да има водоизместимост от 18 650 тона, скорост 25 възела и главен калибър от четири 305-мм и осем 254-мм оръдия. След като стават известни истинските характеристики на британския кораб, проектът е променен. Вече бъдещият „Конго“ трябва да има водоизместимост от 18 750 тона, скорост 26,5 възела и еднороден главен калибър от десет 305-мм оръдия. Първият кораб от серията е планирано да се заложи през 1911 г. Междувременно британците не се спират на достигнатото и залагат линейния крайцер „Лайън“ (Lion) в сравнение с който всички проекти на японците изглеждат много слаби.
Окончателната конструкция на крайцерите представлява подобрена версия на типа Lion с водоизместимост около 27 940 тона (27 500 дълги тона). Те са въоръжени с осем 14-дюймови оръдия, поставени в четири двуоръдейни кули (две в носовата част и две на кърмата) и имат максимална скорост от 27,5 възела.
В тази ситуация японския флот се обръща към британската фирма „Викерс“ с молба да разработи проект при условие, че построяването на главния кораб ще се води в британска корабостроителница. Проекта е разработен под ръководството на британския корабостроител Джордж Търстоун (Georges Thurston), който създава проект близък до този на най-новия британски линеен крайцер „Тайгър“ (Tiger). Скоро след залагането на главния „Конго“ между Япония и „Викерс“ е сключен контракт предвиждащ предаването на основните технологии. В течение на 1911 – 1912 г. в японски корабостроителници са заложени още три кораба от типа „Конго“.
В резултат на това, Япония получава линейни крайцери, считани за даже по-мощни, отколкото най-новите британски, което предизвиква скандал в английската преса.

## Конструкция
Корпусът на „Конго“ основно повтаря корпуса на „Лайън“, но има клиперен форщевен. По-голям, отколкото на британските кораби, е развалът на бордовете, което е направено за по-добра мореходност. Подводната част на форщевена на „Конго“ е направена права, за разлика от бълбообразната на „Лайън“. Това намалява дължината на японския крайцер с почти 1,5 метра, а ширината му е с 1,65 метра по-голяма.

### Въоръжение
Четирите двуоръдейни кули с 356-мм оръдия, с максимален ъгъл на възвишение от 25°, са разположени по диаметралната плоскост на кораба – две в носовата част, една зад третия комин и една на кърмата, третата кула се намира между котелните и машинните отделения.
Оръдията на спомагателния калибър – шестнадесет 6-дюймови (152 мм) оръдия са разположени в каземат.
На крайцерите има и осем 21-дюймови (533 мм) торпедни апарати.

### Силова установка
Главната силова установка на „Конго“ се състои от два комплекта турбини „Парсънс“ (на „Харуна“ „Браун-Къртис“) с обща мощност 64 000 к.с. с пряко задвижване към четирите трелопастни винта. Във всеки комплект влизат турбина за високото налягане, движещи външните валове и съединени помежду им турбини за ниско налягане за преден и заден ход, които въртят вътрешните валове. Разположението на котелните и машинните отделения, в сравнение с „Лайън“, е променено – четирите котелни отсека са групирани в средната част на корпуса; надлъжна преграда по диаметралната плоскост ги дели на осем котелни отделения. Парата за турбините се изработва от 36 котела „Яроу“, с тръбички голям диаметър, със смесено отопление. „Конго“ е способен да развие ход от 27,5 възела. Максималният запас гориво съставлява 4200 тона въглища и 1000 тона мазут, което позволява да има далечина на плаване от 8000 мили на 14-възлов ход.

## Модернизации
Причините, водещи до модернизацията на линейните крайцери от типа „Конго“, са обичайните – корабите стават прекалено стари. Но, освен това, конкретно за тях има и други съображения.
При модернизацията, с цел да се осигури по-добра подводна защита, в района на артилерийските погреби и машинните отделения надлъжно на бордовете – вътре или направо отгоре върху обшивката на корпуса се окачвар от три до четири слоя 25,4-мм плочи от високоякостна стомана „НТ“ (на английски: High Tensile steel). Бордовете на „Конго“ са оборудвани с були с цел увеличаване на живучестта, а също така за създаване на допълнителен запас плаваемост. Вътрешността на булите е запълнена със стоманени тръби, предназначени за погасяване на енергията на подводни взривове. В района на котелните отделения са поставени надлъжни прегради с дебелина от 76 мм – дадената защита е разчетена да издържи на взрива на 200-кг заряд тротил.

Независимо от това, че защитата на кораба и да се модернизира с цел да противостои на попаденията на 356-мм снаряди на дистанции от 20 000 до 25 000 метра, следва да се признае, че такова брониране се оказва явно недостатъчно. Особено що се касае вертикалното брониране, което е слабото място на „Конго“, тъй като най-малко от всичко е променяно от момента на влизане на кораба в строй.
В крайна сметка японците правят доста нелицеприятен за себе си извод: бронирането на „Конго“ може да бъде пробито от снарядите на американските линкори практически от всяка дистанция.

Тъй като, според условията на Вашингтонския договор, достигането на паритет при линейните сили спрямо основните противници в Тихия океан – САЩ и Великобритании – не е възможно, японският флот традиционно придава голямо значение на нощните боеве, в навечерието на сраженията. С помощта на такава тактика, японските адмирали планират, чрез торпедните атаки на [разрушител]]ите, да извадят от строй линейните кораби на неприятеля с цел, да премахнат превъзходството на противника по артилерия преди решителното сражение. За изпълнението на тази задача е необходимо преминаването пред външния пръстен на охраната от кораби, които прикриват главните сили на противника.
Линейните крайцери от типа „Конго“ могат да бъдат корабите, които да изпълнят тази тактическа задача, благодарение на високата си скорост, практически не отстъпваща на скоростта на разрушителите и леките крайцери. На тях се възлага, съвместно с леките сили, унищожаването на тежките крайцери с цел осигурявнето на пробива на разрушителите през ескадрената охрана. За успешното изпълнение на тази задача съществува и необходимостта да се увеличи тяхната скорост на хода до 30 възела.
Програмата за модернизация започва с „Харуна“ през 1933 г. След него пристъпват към преустройството на „Киришима“, а след това и на „Конго“. Работите при него започват на 1 юни 1935 г. в Йокосука. В резултат на работите максималната скорост на „Конго“ нараства до 30 възела. След края на работите тези кораби вече се класифицират като бързоходни линкори.
Старите котли на „Конго“ са заменени с осем котела на нефтено отопление тип „Кампон“ с голяма паропроизводителност. Всеки от тях се намира в отделен отсек. Четирите парни турбини „Парсънс“, с пряко действие, са заменени с четири турбини със зъбен редуктор на Морския Технически департамент, с обща мощност от 136 000 к.с.
Значителни промени претърпява и въоръжението. Ъглите на насочване на 152-мм оръдия са увеличени от 15° до 30°. Сдвоените 40-мм автомати са заменени с десет сдвоени 25-мм Тип 96 автомата. За компенсация на теглото от носовия каземат са свалени две 152-мм оръдия, а също така са снети всички торпедни апарати.

## Представители на проекта
| Название          | Място на построяване                             | Залагане       | Спуск на вода    | Влизане в строй | Съдба                                                              |
| ----------------- | ------------------------------------------------ | -------------- | ---------------- | --------------- | ------------------------------------------------------------------ |
| „Конго“ (金剛)    | Корабостроителница на „Vickers“, Бароу на Фърнис | 17 януари 1911 | 18 май 1912      | август 1913     | Потопен на 21 ноември 1944 от подводницата USS Sealion (SS-315)    |
| „Хией“ (比叡)     | Арсенал на флота, Йокосука                       | 4 ноември 1911 | 21 ноември 1912  | август 1914     | Загива в боевете за Гуадалканал.                                   |
| „Киришима“ (霧島) | Корабостроителница на „Мицубиши“, Нагасаки       | 17 март 1912   | 1 декември 1913  | август 1915     | Потъва на 15 ноември 1942 г. от многочислени попадения на снаряди. |
| „Харуна“ (榛名)   | Корабостроителница на „Кавазаки“, Кобе           | 16 март 1912   | 14 декември 1913 | април 1915      | През юли 1945 г. е потопен от американската авиация.               |

## История на службата
„Конго“
След влизането в строй влиза в състава на Втори флот. В периода 1929 – 1931 г. преминава първа модернизация, в хода на която е усилено хоризонталното брониране, подобрено е въоръжението и са поставени нови котли. Корабът започва официално да се именува линкор. В периода 1936 – 37 г. преминава втора модернизация, включваща замяна на силовата установка и поставяне на 127-мм зенитни оръдия. В периода 1939 – 1940 г. взема участие във войната с Китай.
В началото на Втората световна война осъществява прикритието на японските десантни сили в Южнокитайско море. От февруари 1942 г. влиза в състава на Ударното авионосно съединение на вицеадмирал Нагумо. На 1 март 1942 г. съвместно с тежкия крайцер „Чикума“ потопява американския разрушител „Едсел“ (Edsall).
„Хией“
Съгласно ограниченията на Вашингтонското морско съглашение от 1929 г. е преобразуван в учебен артилерийски кораб (свалени са част от котлите, бронята, въоръжението), но със съхраняване на възможностите за влизане в строй, което е използвано през 1937 г. Загива в боевете за Гуадалканал.
„Киришима“
След влизането в строй влиза в състава на Втори флот. В периода 1927 – 30 и 1935 – 36 г. преминава две модернизации аналогични на „Конго“. Влиза в състава на Ударното авионосно съединение при нападението над Пърл Харбър. В периода януари-февруари 1942 г. влиза в състава на прикритието на самолетоносачите в хода на операциите в южните морета. В периода март-април 1942 г. участва в рейда в Индийския океан. От август 1942 г. действа в района на Гуадалканал. В нощния бой от 13 ноември 1942 г. поврежда американските тежки крайцери „Портланд“ (USS Portland (CA-33)) и „Сан Франциско“ (USS San Francisco (CA-38)), но сам почти не пострадва. В нощта на 14 ноември 1942 г., в хода на поредния рейд към Гвадалканал, „Киришима“, като флагман на японското (сили за прикритие на конвоя, доставящ към мястото на десанта големи сухопътни съединения на японците) съединение влиза в артилерийски дуел с американските линкори „Саут Дакота“ (USS South Dakota (BB-57)) и „Вашингтон“ (USS Washington (BB-56)), преграждайки с огромния си корпус тесния пролив, така съсредоточавайки върху себе си основния огън. „Киришима“ нанася на „Южна Дакота“ повреди (попадение от 1 снаряд, който пронизва двете страни на комингса на люка и детонира при удара в барбета. Това образува отвор в горната палуба с размери 0,914×3,048 м. Поврежда кожусите на централното и дясното 16-дюймови оръдия на кула на ГК № 3. Унищожени са водо- и газоотразяващите ограждения на 30 фута около барбета. Главната бронепалуба отразява всички осколки. Десният катапулт и няколко 20-мм автомата са повредени), но сам е тежко повреден от огъня на линкора „Вашингтон“ (Washington), който се промъква незабелязано на близка дистанция (3 мили). В „Киришима“ попадат девет 406-мм и около 40 127-мм снаряда, корабът губи управление, разрушени са две кули на главния калибър, започват силни пожари. Сутринта на 15 ноември 1942 г. командирът заповядва да се напусне кораба, който потъва на 5 мили от остров Саво. Загиват 1125 души, спасяват се около 300, въпреки това крайцерът изпълнява своята задача: конвоят безпрепятствено достига до местоназначението си. „Южна Дакота“ след този бой е извън строя за 14 месеца, „Вашингтон“ – за 1,5 месеца.
„Харуна“
През декември 1941 г. „Харуна“ влиза в състава на силите на далечното прикритие на десантите на японските войски в Малая и на Филипините, а след това участва в почти всички главни битки на Тихоокеанската кампания. През юли 1945 г. линкорът е потопен от американската авиация. През 1946 г. „Харуна“ е изваден и разрязан за метал.

## Оценка на проекта
Оценката на проекта „Конго“ не може да се отдели от оценката на линейните крайцери като клас, тъй като тези кораби са построени в рамките на класическата концепция на адмирал Фишър. Съгласно идеите на Фишър, линейните крайцери трябва да изпълняват функциите на въоръжено разузнаване, поддръжка на леките кораби и да са в ролята на авангард на главните сили на флота. До 1916 г. японските адмирали могат с гордост да гледат своите линейни крайцери, считани за най-добрите в света. Резултатите от Ютландския бой, където линейните крайцери се използват в пълно противоречие с дадената концепция и понасят тежки загуби, поставят кръст на последващото развитие на класа. Малкото останали линейни крайцери се подлагат на многобройни модернизации, насочени преди всичко към премахване на техния главен недостатък – слабото брониране. Това не избягват и корабите от типа „Конго“. Двукратната модернизация повишава техните бойни качества, но вертикалното брониране си остава прекалено слабо, за да им даде сериозни шансове в бой с линкорите, което и се потвърждава в единственото стълкновение на корабите от този тип с линейните кораби на американския флот, когато „Киришима“ е потопен от огъня на линкора „Вашингтон“.
Японското командване напълно съзнава слабостта на своите линейни крайцери и ги използва в качеството на разходен материал. Фактически именно линейните крайцери, до 1944 г., са единствената действително активна част от линейните сили на императорския флот. Следва да се признае, че до появата в Тихия океан на съвременните американски линкори те напълно се справят със своите задачи, главната от която се явява прикритието на бързоходните самолетоносачи. Гибелта на „Хией“ се обяснява с крайно неблагоприятната тактическа обстановка, но не и с недостатъците на самия кораб. Въпреки това, на втория етап от войната японското командване предпочита да държи оцелелите линейни крайцери далеч от възможно стълкновение с американските линкори и те се проявяват не много ярко, както и доста по-силните линкори на японския императорски флот.
Може да се заключи, че явните недостатъци на типа „Конго“ водят към парадоксална ситуация. Най-слабите capital ships на японския флот правят къде по-ярка кариера, отколкото линкорите, които почти цялата война стоят в резерва. Колкото и да е странно, но по критерия стойност/ефективност линейните крайцери се оказват най-полезните от големите артилерийски кораби на Япония.

## Коментари
1. ↑  Всички данни се привеждат към декември 1941 г.
2. ↑  Наречен в чест на планината в централната част на остров Хоншу. Виж Апалков Ю. В. С. 92.
3. ↑  Според данни на Апалков, Ю. В. С. 93. Други източници приписват този успех на линейните крайцери „Хией“ и „Киришима“// Балакин С. А., Дашьян А. В. и др. Линкоры Второй мировой. Ударная сила флота. – М.: Коллекция, Яуза, ЭКСМО, 2006. – С. 211. – 256 c.: ил. – (Арсенал Коллекция). – 3000 экз. – ISBN 5-699-18891-6, ББК 68.54 Л59
4. ↑  Наречен в чест на манастирската планина в съседство с Киото. Виж Апалков Ю. В. С. 95.
5. ↑  „Мъглив остров“. Наречен в чест на планината на остров Кюшу, префектура Кагошима и Миядзаки. Виж Апалков Ю. В. С. 94.
6. ↑  Наречен в чест на загасналия вулкан в северната част на остров Хоншу, префектура Гунма. Виж Апальков Ю. В. С. 95.
7. ↑  Съществува мнение, че японците стигат до тази идея сами, основавайки се на резултатите на Цушимския бой, но не успяват адекватно да я реализират.